# Підрозділи психологічних операцій збройних сил Російської Федерації

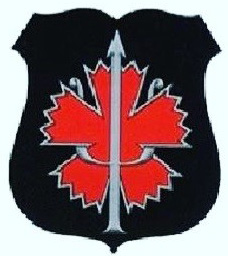
Великий нарукавний знак підрозділів ПсО

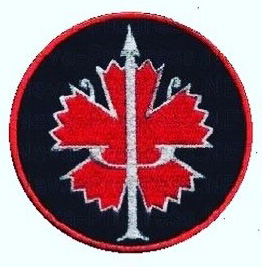
Малий нарукавний знак підрозділів ПсО

Емблема Головного управління ГШ РФ

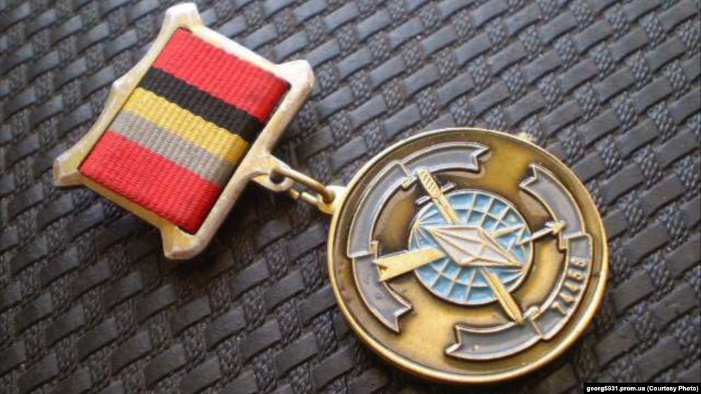
Нагрудний знак ЦОКОВУ

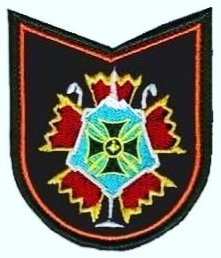
Нарукавний знак 2140-го загону ПсО

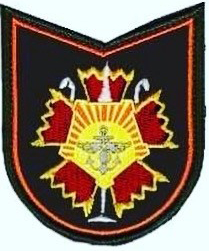
Нарукавний знак окремого загону ПсО СВО

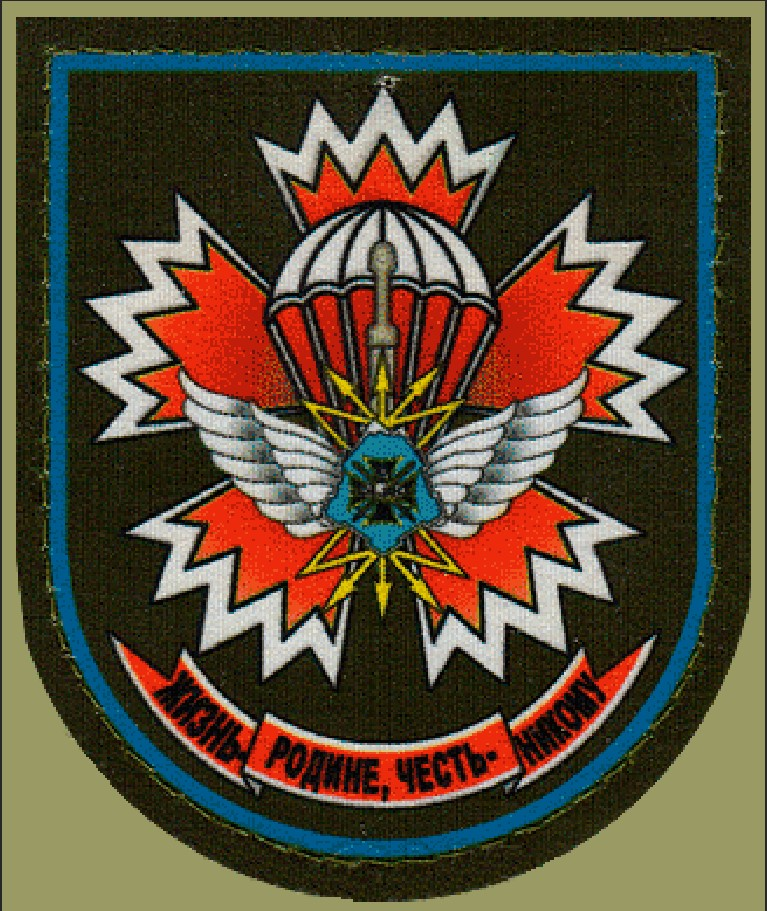
Нарукавний знак 1-го загону ПсО 22-ї окремої бригади СпН

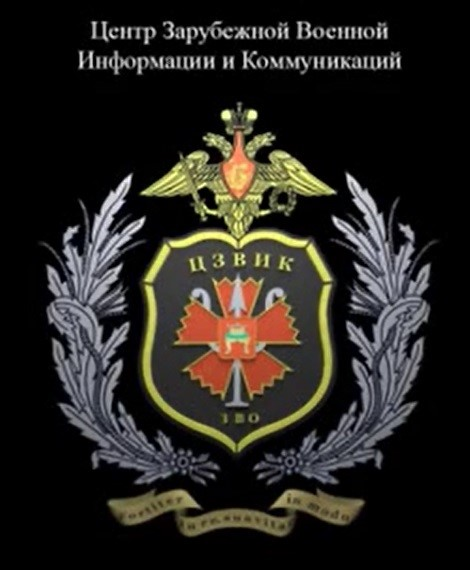
Емблема центру зарубіжної військової інформації та комунікації ЗВО

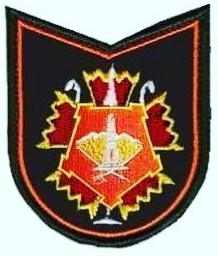
Нарукавний знак окремого загону ПсО ЦВО

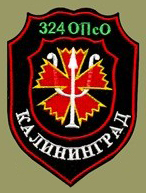
Нарукавний знак 324 окремого загону ПсО

Підрозділи психологічних операцій (ППсО) — підрозділи збройних сил Російської Федерації, що чинять психологічний вплив на війська (сили) противника і населення з метою їх деморалізації і схилення до припинення опору, а також з метою змінення поведінки від базової до бажаної. Психологічні операції проводяться в мирний час, у ході підготовки до проведення військових операцій та/або в їх ході.

## Історія
У збройних силах СРСР існували окремі спеціалізовані структури, які відповідали за цей фронт завдань і були здатні виконувати їх самостійно: наприклад, політичне управління (ПУР) Червоної армії (з 1958 по 1991 мало назву — Головне політичне управління Радянської Армії і ВМФ), що мало розгалужену внутрішню структуру.
Прикладом комплексної операції інформаційного протиборства є діяльність таких структур у ході військової кампанії СРСР в Афганістані. Операції військових структур спецпропаганди досягли піку до середини кампанії, 1985 року, і включали розгортання на зайнятій території потужної мережі пропагандистського радіомовлення, поширення чуток, анекдотів та іншої інформації або дезінформації. Всі ці дії проводилися для дискредитації лідерів афганської опозиції, включали безкоштовну роздачу місцевому населенню палива, продуктів та інших матеріальних благ з метою залучення до співпраці.
Неминуче розвиток інформаційних технологій і, перш за все, інтернету в сукупності з глобалізацією ЗМІ та їх переходом у режим онлайн зажадав серйозної модернізації військового апарату пропаганди і контрпропаганди. Окремим напрямком стало формування потенціалу і спеціалізованих структур для військових операцій у кіберпросторі: ніші завдань, самостійних відносно психологічних операцій та інформаційного протиборства, але з перетином з ними в плані засобів і методів. США, як першопрохідці в частині формування технологічного потенціалу і доктринальної бази для спецоперацій у кіберпросторі, зорієнтувалися в цій галузі раніше від інших країн. Ще на початку 1990-х років успіх операції «Буря в пустелі» багато в чому обумовло не тільки застосування розумного озброєння та ІТ (насамперед підрозділами ВПС США), а й активною інформаційною кампанією, спрямованою на деморалізацію іракських військових і дискредитацію дій диктаторського режиму в їхніх очах. Подібні методи використовувалися і в ході Другої іракської кампанії 2003 року. В лютому 2006 року, з прийняттям Об'єднаним комітетом начальників штабів ЗС США нової редакції доктрини "інформаційні операції "(JP 3-13), психологічні операції остаточно вписано в єдину гармонійну класифікацію інформаційних операцій ЗС США як один з окремих п'яти напрямків поряд з радіоелектронною боротьбою (РЕБ), мережевими операціями, заходами з оперативного маскування, а також заходами щодо забезпечення безпеки власних сил і засобів. ЗС РФ зіткнулися з гострою необхідністю модернізації свого підходу до інформаційних операцій 2008 року — в ході і після грузино-південноосетинського конфлікту, який був успішним для ЗС РФ з точки зору, власне, військових завдань, але майже начисто програний на полі медійного та інформаційного протиборства[джерело?].
Першим документом, який включав дорожню карту з модернізації підрозділів і діяльності інформаційного протиборства, став розроблений у кінці 2011 року документ «Концептуальні погляди на діяльність ЗС РФ в інформаційному просторі» [Архівовано 22 березня 2022 у Wayback Machine.] — по суті, перший неформальний прообраз військової доктрини інформаційних операцій РФ. У «Концептуальних поглядах…» задано пріоритети щільного інформаційного висвітлення та супроводу військових конфліктів, прописано завдання взаємодії Збройних сил із медіа та громадськістю. Зокрема, відзначено очевидну річ — необхідно адаптувати методи і засоби інформаційних операцій до нових технологічних майданчиків і форматів, перш за все інтернету. Адже він — глобальний і транскордонний, багатоканальний і не піддається заглушенню й відключенню, забезпечує миттєве поширення інформації за межі району конфлікту по всій земній кулі.

## Склад, організація і структура військ

### Склад підрозділів ПсО
- Штаб — організація виконання завдань з ефективного застосування підрозділів загону;
- Редакція і друкарня — складання макетів (ескізів) друкованих продуктів пропаганди та їх виробництво;
- Відділ розповсюдження друкованої та іншої пропагандистської продукції — поширення пропагандистських матеріалів серед цільової аудиторії;
- Відділ усної пропаганди — використання звукопідсилювальної апаратури (станцій тиру ЗС), проведення індивідуальних бесід з місцевим населенням, робота з полоненими тощо;
- Відділ пропаганди по радіо і телевізійних каналах — забезпечення радіо- й телевізійного мовлення з використанням апаратних ресурсів на захопленій території або пересувних станцій;
- Відділ з роботи в інтернет-просторі — доданий підрозділ, який виконує завдання з розвідки, блокування або змінення інформації в мережах, несанкціонованого входження в пристрої, пов'язані з інтернетом тощо.

Головному управлінню Генерального штабу ЗС РФ через 12-біс управління (інформаційна війна) підпорядковано структурні підрозділи в центрі оперативної координації органів військового управління, яким, своєю чергою, підпорядковано центри спеціальної служби різної розвідувальної спеціалізації. Далі 72-му Центру спеціальної служби (проведення психологічних операцій і операцій у кіберпросторі) підпорядковано відділення інформаційного протиборства і маскування штабу 4 (чотирьох) військових округів. Також у штабах військових округів є центри зарубіжної військової інформації та комунікації для дослідження зарубіжних збройних сил. На тактичному рівні у військових округах діють окремі загони психологічних операцій (ПсО), підпорядковані відділенням інформаційного протиборства та маскування штабу військових округів. Також на тактичному рівні є загони ПсО в складі окремих розвідбригад спеціального призначення.

### Структура ПсО ЗС РФ (психологічні операції)
- Головне управління ГШ ЗС РФ, в/ч 45807 м. Москва, Хорошевське шосе, 76Б (12 управління)[1];
- Центр оперативної координації органів військового управління «Башня» в/ч 74455 м. Москва, вул. Кірова, 22, Хімки «Новатор».

### Центри спеціальної служби (за напрямами діяльності та спеціалізації)
- 85-й (головний) центр спеціальної служби, в/ч 26165, м. Москва, Комсомольський просп. 22. «Хамовницькі казарми». Ймовірна спеціалізація: криптографія, створення алгоритмів, дешифрування[2];
- 107-й центр спеціальної служби, в/ч 61886. Спеціалізація: командування частинами прийому-передачі радіоцентрів і радіовузлів;
- 99-й центр спеціальної служби в/ч 51428 смт. Загорянський, Московська область. Спеціалізація: командування окремими пунктами радіорозвідки космічних об'єктів;
- 136-й центр спеціальної служби в/ч 61535, м. Москва, Хорошевське шосе. Спеціалізація: командування частинами бойового застосування підрозділів спеціальних операцій;
- 161-й Центр підготовки фахівців в/ч 29155, м. Сенеж; Московська область[3][4];
- 72-й Центр спеціальної служби в/ч 54777. Спеціалізація: проведення психологічних операцій та операцій у кіберпросторі[5];
- 64-й центр спеціальної служби в/ч 45055 м. Москва. Спеціалізація: центр зарубіжної військової інформації та комунікації.

### Підрозділи ПсО в округах
Південний військовий округ:
- Відділення інформаційного протиборства та маскування штабу ПВО.
- Управління та центр інформаційного протиборства ПВО.
- Центр зарубіжної військової інформації та комунікації ПВО, м. Ростов-на-Дону.
- 2140 загін ПсО в/ч 03128 м. Ростов-на-Дону[6].
- Загін ПсО 100-ї окремої розвід-бригади в/ч 23511, м. Моздок[6].
- 1-й загін ПсО 22-ї окремої бригади спецпризначення, м. Степний, Ростовська область[7].
- Загін психологічних операцій 127-ї розвідувальної бригади 22-го АК ЧФ, м. Севастополь.

Західний військовий округ:
- Відділення інформаційного протиборства та маскування штабу ЗВО.
- Центр зарубіжної військової інформації та комунікації ЗВО, г. Санкт-Петербург.
- Окремий загін ПсО в/ч 03126, м. Сертолово-2.
- 324 окремий загін ПсО в/ч 35571, м. Калінінград[8].
- Загін ПсО 45-ї окремої бригади спецпризначення, м. Кубинка.
- Загін ПсО 96-ї окремої розвід-бригади, м. Нижній Новгород[9]

Центральний військовий округ:
- Відділення інформаційного протиборства та маскування штабу ЦВО.
- Центр зарубіжної військової інформації та комунікації ЦВО, м. Єкатеринбург.
- Окремий загін ПсО в/ч 03138, м. Єкатеринбург.

Східний військовий округ:
- Відділення інформаційного протиборства та маскування штабу СВО.
- Центр зарубіжної військової інформації та комунікації СВО, м. Хабаровськ.
- Окремий загін психологічних операцій в/ч 03134, м. Хабаровськ-30, (входить до центру зарубіжної військової інформації та комунікації СВО).
- Окремий загін ПсО в/ч 03132, м. Чита.

## Основні форми ведення психологічних операцій

### Форми інформаційної боротьби
- Інформаційна розвідка-пошук, збір, обробка та аналіз інформації про інформаційні ризики та загрози;
- Планування інформаційних заходів тактичного (локального, глобального), оперативного (зачіпають країни-сусіди держави) і стратегічного (спільно з державами, що впливають на розвиток геополітики) рівнів;
- Проведення заходів інформаційного характеру (інформаційних операцій, дій, акцій) з метою реалізації завдань внутрішньої і зовнішньої політики держави;
- Оцінки ефективності інформаційних заходів, визначення рівня досягнення успіху.

## Основні завдання підрозділів психологічних операцій

### Завдання підрозділів ПсО ЗС РФ
- Проведення психологічних операцій
- Пропаганда
- Інформаційні диверсії

### Об'єкти інформаційного впливу
- Аудиторія конфліктної сторони — для формування точки зору про справедливість рішень РФ і планів російського керівництва.
- Внутрішня аудиторія Росії і аудиторії держав, що підтримують її, — для демонстрації впевненості дій російського керівництва і формування в населення думки щодо підтримки рішень Кремля.
- Зовнішня аудиторія — для створення інформаційних умов для позитивного сприйняття політики Росії.